# Stanislao Kostka
Stanislao Kostka (Stanisław Kostka; Rostkowo, 28 ottobre 1550 – Roma, 14 agosto 1568) è stato un gesuita polacco, proclamato santo da papa Benedetto XIII nel 1726. Assieme ai santi gesuiti Luigi Gonzaga e Giovanni Berchmans è patrono della gioventù studiosa.

## Biografia
Apparteneva a una ricca famiglia dell'antica nobiltà polacca: era il secondo dei sette figli di Giovanni, Signore di Zakroczym e Senatore del Regno di Polonia, e di Margherita de Drobniy Kryska, della famiglia dei duchi palatini di Masovia. Nel 1564 venne inviato a Vienna col fratello maggiore, Paolo, per studiare presso il locale collegio dei gesuiti, e nella città austriaca maturò la decisione di abbracciare la vita religiosa nella Compagnia di Gesù.
La scelta di entrare nell'ordine gesuita fu fortemente ostacolata dai familiari, ma grazie al sostegno dei padri del collegio riuscì a lasciare Vienna.
Dopo un breve soggiorno presso il superiore provinciale dell'Ordine, Pietro Canisio, a Dillingen, raggiunse Roma dove il 28 ottobre 1567 emise la sua prima professione religiosa davanti al generale dell'Ordine, Francesco Borgia, divenendo un novizio gesuita. Entrò nel noviziato di Sant'Andrea al Quirinale ma, ammalatosi gravemente, morì nella notte tra il 14 e il 15 agosto del 1568.

## Culto

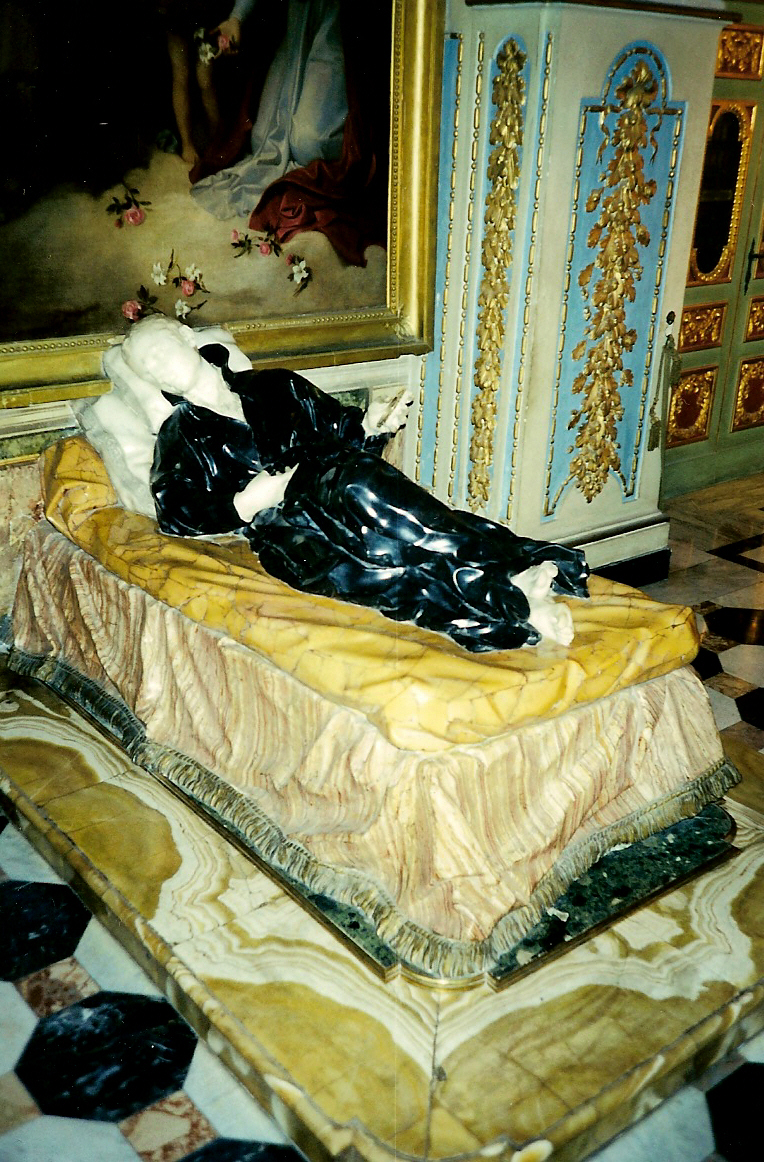
Pierre Legros, Statua di Santo Stanislao Kostka (1705), Sant'Andrea al Quirinale, Roma

Secondo la tradizione agiografica, durante una malattia avrebbe ricevuto l'eucaristia da santa Barbara, comparsagli tra due angeli: in seguito a questo episodio avrebbe maturato la decisione di entrare nella Compagnia di Gesù.
Fu beatificato da papa Paolo V l'8 ottobre 1605 e canonizzato da papa Benedetto XIII il 31 dicembre 1726. La memoria liturgica ricorre il 15 agosto. A san Stanislao Kostka è dedicata la cattedrale di Łódź.

## Stanze di san Stanislao Kostka
Al primo piano dell'edificio annesso alla chiesa di Sant'Andrea al Quirinale si possono visitare le stanze di san Stanislao Kostka. Si tratta in realtà di una ricostruzione tardo ottocentesca, che riprende in parte le opere d'arte, gli arredi, le decorazioni e perfino i materiali delle sale che nel 1702 su iniziativa del padre provinciale dei gesuiti Ranieri Carsughi erano state create nel noviziato in omaggio all'allora beato. Il noviziato è stato quasi completamente demolito nel 1887 per fare posto a Palazzo Sant'Andrea, opera di Gennaro Petagna e fino al 1948 sede del ministero della Real Casa (attualmente ospita alcuni uffici della Presidenza della Repubblica). Le stanze si trovano in un'ala dell'edificio, che è esattamente all'opposto rispetto a dove si trovavano originariamente.
Le stanze sono ispirate da un intento rievocativo storico-artistico, a cominciare dal vestibolo, uno dei pochi locali del palazzo che conserva le tracce del noviziato cinquecentesco, dove sono esposti dodici acquerelli attribuiti nel 1969 da padre Gualberto Giachi al pittore gesuita Andrea Pozzo. Essi raffigurano la vita del futuro santo nel noviziato e tre dei tredici miracoli che ne convalidarono la canonizzazione.
Nella stanza delle memorie si conserva, tra le altre testimonianze, la lettera di presentazione scritta a Francesco Borgia da Pietro Canisio. Nella sala successiva si trova la scultura di san Sebastiano Kostka morente, opera di Pierre Legros il giovane (1703). Sulla parete antistante, il grande dipinto Apparizione della Vergine a San Stanislao (1825), opera di Tommaso Minardi.  Accanto alla scultura, in una vetrina per reliquie  in noce della metà del XVIII secolo, sono conservati i due messali del santo e, in una teca, il velo che avvolse le sue spoglie.